# RYR3
RYR3‏ (Ryanodine receptor 3) هوَ بروتين يُشَفر بواسطة جين RYR3 في الإنسان.
البروتين المشفر بواسطة هذا الجين هو قناة الكالسيوم ومستقبل لقلويد النبات ريانودين. يتحكم RYR3 وRYR1 في تركيز أيونات الكالسيوم في العضلات الهيكلية.